# كرنب أمرد
الكرنب الأمرد (باللاتينية: Crambe glaberrima) نوع نباتي يتبع جنس الكرنب من الفصيلة الكرنبية. تضعه بعض المراجع كنويع ضمن نوع الكرنب المشرقي (باللاتينية: Crambe orientalis).

## البيئة والانتشار
موطنه بلاد الشام.